# Estadio Peter Mokaba
El Estadio Peter Mokaba es un estadio de fútbol ubicado en Polokwane, Sudáfrica, construido para la celebración de la Copa Mundial de Fútbol de 2010.

## Historia
Se trata de uno de los cinco nuevos estadios construidos para el Campeonato del Mundo de 2010, y se encuentra en el Complejo Deportivo Peter Mokaba. Está situado aproximadamente a 5 km del centro de la ciudad, y su capacidad es de 45 264 espectadores.
El complejo deportivo lleva el nombre del fallecido Peter Mokaba, un activista político de la sección juvenil del Congreso Nacional Africano durante el apartheid. Había nacido y vivido en Polokwane, y se destacó como activista en favor de los derechos de la raza negra.
Además, se da la circunstancia de que el estadio ha sido ubicado en la provincia de Limpopo, la de mayor cantidad de futbolistas federados de todo el país.

## Características
La forma de la gran estructura de hormigón está inspirada en un árbol local llamado baobab, con una estructura de acero que sujeta el techo plano desde cada esquina del estadio, y con el apoyo en unos troncos sobre los que se asientan las rampas de circulación vertical.
Las instalaciones han sido organizadas para ofrecer un cómodo acceso, estacionamiento y circulación de los aficionados que asisten a los encuentros tanto de fútbol como de rugby que se podrán disputar en su interior.

## Copa Mundial de Fútbol de 2010
En el Estadio Peter Mokaba se disputaron 4 encuentros del campeonato, todos ellos correspondientes a la primera fase. Fueron los siguientes:
| Fecha       | Fase         | Equipo   |                     | Resultado |                          | Equipo        | Espectadores                                                        |
| ----------- | ------------ | -------- | ------------------- | --------- | ------------------------ | ------------- | ------------------------------------------------------------------- |
| 13 de junio | Primera fase | Argelia  | Bandera de Argelia  | 0 - 1     | Bandera de Eslovenia     | Eslovenia     | 30 325 Reporte Archivado el 17 de junio de 2010 en Wayback Machine. |
| 17 de junio | Primera fase | Francia  | Bandera de Francia  | 0 - 2     | Bandera de México        | México        | 35 370 Reporte Archivado el 24 de junio de 2010 en Wayback Machine. |
| 22 de junio | Primera fase | Grecia   | Bandera de Grecia   | 0 - 2     | Bandera de Argentina     | Argentina     | 38 891 Reporte Archivado el 26 de junio de 2010 en Wayback Machine. |
| 24 de junio | Primera fase | Paraguay | Bandera de Paraguay | 0 - 0     | Bandera de Nueva Zelanda | Nueva Zelanda | 34 850 Reporte Archivado el 27 de junio de 2010 en Wayback Machine. |

## Campeonato Africano de Naciones de 2014
En el Estadio Peter Mokaba se disputaron 7 encuentros del campeonato, fueron los siguientes:
| Fecha       | Fase             | Equipo   |                                            | Resultado                  |                                            | Equipo     | Espectadores |
| ----------- | ---------------- | -------- | ------------------------------------------ | -------------------------- | ------------------------------------------ | ---------- | ------------ |
| 14 de enero | Primera fase     | RD Congo | Bandera de República Democrática del Congo | 1 - 0                      | Bandera de Mauritania                      | Mauritania | 30 325       |
| 14 de enero | Primera fase     | Gabón    | Bandera de Gabón                           | 0 - 0                      | Bandera de Burundi                         | Burundi    | 35 370       |
| 18 de enero | Primera fase     | RD Congo | Bandera de República Democrática del Congo | 0 - 1                      | Bandera de Gabón                           | Gabón      | 38 891       |
| 18 de enero | Primera fase     | Burundi  | Bandera de Burundi                         | 3 - 2                      | Bandera de Mauritania                      | Mauritania | 34 850       |
| 21 de enero | Primera Fase     | Congo    | Bandera de República del Congo             | 2 - 2                      | Bandera de Libia                           | Libia      | 34 850       |
| 22 de enero | Primera Fase     | Burundi  | Bandera de Burundi                         | 1 - 2                      | Bandera de República Democrática del Congo | RD Congo   | 34 850       |
| 26 de enero | Cuartos de final | Gabón    | Bandera de Gabón                           | 1 - 1 (0:0 t.s.) (2:4 pen) | Bandera de Libia                           | Libia      | 34 850       |